# مايكل فوستر
مايكل فوستر (بالإنجليزية: Michael Foster )‏ (و. 1836 – 1907 م) هو عالم نبات، وسياسي، وأستاذ جامعي، وجراح، وعالم وظائف الأعضاء من المملكة المتحدة لبريطانيا العظمى وأيرلندا، كان عضوًا في الحزب الليبرالي، وكان عضوًا في الجمعية الملكية، وأكاديمية لينسيان، والأكاديمية الأمريكية للفنون والعلوم، توفي في لندن، عن عمر يناهز 71 عاماً.

## مناصب
تولى منصب عضو برلمان المملكة المتحدة الـ27 (1 أكتوبر 1900–8 يناير 1906)
- عضو برلمان المملكة المتحدة الـ26 (10 فبراير 1900–17 سبتمبر 1900)
- secretary of the Royal Society ‏.

## الحياة المبكرة والتعليم
وُلد مايكل فوستر في مدينة بريستول، إنجلترا. درس في جامعة كامبريدج، حيث حصل على درجة البكالوريوس في العلوم. بعد ذلك، أصبح زميلًا في كلية ترينيتي في كامبريدج، حيث بدأ مسيرته الأكاديمية.

## المساهمات العلمية
كان فوستر معروفًا بأبحاثه في مجالات متعددة، بما في ذلك:
علم الأحياء الخلوي: ساهم في تطوير فهمنا للخلية كالوحدة الأساسية للحياة.
علم وظائف الأعضاء: أجرى أبحاثًا حول كيفية عمل الأعضاء والأنظمة في الكائنات الحية.
التعليم العلمي: كان له دور بارز في تحسين طرق التعليم في العلوم الطبيعية، حيث كتب العديد من الكتب والمقالات التي ساعدت في نشر المعرفة العلمية.

## الأعمال المنشورة
- من بين أعماله الأكثر شهرة:
- "Physiology" (1870) - كتاب يعتبر مرجعًا في علم وظائف الأعضاء.
- "A Course of Practical Histology" (1887) - دليل عملي في علم الأنسجة.

## الإرث
يُعتبر مايكل فوستر شخصية مؤثرة في تاريخ العلوم، حيث ساهمت أعماله في تشكيل فهمنا الحديث للبيولوجيا. تم تكريمه بعدة جوائز، ولا يزال يُذكر كأحد الرواد في مجاله.

## جوائز
حصل على جوائز منها:
- نيشان الحمام من رتبة فارس (يونيو 1899)
- Victoria Medal of Honour [الإنجليزية]‏ (1897)
- زميل في الجمعية الملكية.

## روابط خارجية
- مايكل فوستر على موقع الموسوعة البريطانية (الإنجليزية)